# Dentinho
Bruno Ferreira Bonfim (São Paulo, Estado de Sao Paulo, 19 de enero de 1989) es un futbolista brasileño conocido popularmente como Dentinho. Juega de delantero en el Amazonas F. C. del Campeonato Brasileño de Serie B.

## Trayectoria
Debuta en la Serie A 2007 con el Corinthians descendiendo ese mismo año, en este club fue uno de los referentes.
Al año siguiente fue campeón del Campeonato Brasileño de Serie B, ascendiendo así a primera división.
En julio de 2014, como consecuencia de la guerra en el este de Ucrania y del derribo del vuelo 17 de Malaysia Airlines, Dentinho y otros cinco jugadores del FK Shajtar Donetsk (Alex Teixeira, Fred, Facundo Ferreyra, Douglas Costa e Ismaily), decidieron abandonar el Shakhtar tras un partido en Francia, en el que se impuso el Olympique de Lyon por 4-1 y expresaron su deseo de no regresar, quedándose en el país galo. El club emitió un comunicado donde les exigió regresar y que, en caso contrario, «deberán sufrir las consecuencias económicas».

## Clubes
| Club                    | País    | Año       | Partidos | Goles |
| ----------------------- | ------- | --------- | -------- | ----- |
| S. C. Corinthians       | Brasil  | 2007-2011 | 212      | 81    |
| F. K. Shakhtar Donetsk  | Ucrania | 2011-2021 | 197      | 29    |
| Beşiktaş J. K. (cedido) | Turquía | 2013      | 9        | 0     |
| Ceará S. C.             | Brasil  | 2022      | 9        | 0     |
| Amazonas F. C.          | Brasil  | 2024-     | 0        | 0     |

## Palmarés

### Campeonatos regionales
| Título              | Club              | País      | Año  |
| ------------------- | ----------------- | --------- | ---- |
| Campeonato Paulista | S. C. Corinthians | San Pablo | 2009 |

### Campeonatos nacionales
| Título                  | Club                   | País    | Año  |
| ----------------------- | ---------------------- | ------- | ---- |
| Serie B                 | S. C. Corinthians      | Brasil  | 2008 |
| Copa de Brasil          | S. C. Corinthians      | Brasil  | 2009 |
| Liga Premier de Ucrania | F. K. Shakhtar Donetsk | Ucrania | 2012 |
| Copa de Ucrania         | F. K. Shakhtar Donetsk | Ucrania | 2012 |
| Supercopa de Ucrania    | F. K. Shakhtar Donetsk | Ucrania | 2012 |
| Liga Premier de Ucrania | F. K. Shakhtar Donetsk | Ucrania | 2014 |
| Supercopa de Ucrania    | F. K. Shakhtar Donetsk | Ucrania | 2014 |
| Supercopa de Ucrania    | F. K. Shakhtar Donetsk | Ucrania | 2015 |
| Copa de Ucrania         | F. K. Shakhtar Donetsk | Ucrania | 2016 |
| Liga Premier de Ucrania | F. K. Shakhtar Donetsk | Ucrania | 2017 |
| Copa de Ucrania         | F. K. Shakhtar Donetsk | Ucrania | 2017 |
| Supercopa de Ucrania    | F. K. Shakhtar Donetsk | Ucrania | 2017 |
| Copa de Ucrania         | F. K. Shakhtar Donetsk | Ucrania | 2018 |
| Liga Premier de Ucrania | F. K. Shakhtar Donetsk | Ucrania | 2018 |
| Copa de Ucrania         | F. K. Shakhtar Donetsk | Ucrania | 2019 |
| Liga Premier de Ucrania | F. K. Shakhtar Donetsk | Ucrania | 2019 |
| Liga Premier de Ucrania | F. K. Shakhtar Donetsk | Ucrania | 2020 |
| Supercopa de Ucrania    | F. K. Shakhtar Donetsk | Ucrania | 2021 |

### Campeonatos internacionales
| Título              | Selección     | País      | Año  |
| ------------------- | ------------- | --------- | ---- |
| Sudamericano Sub-20 | Brasil sub-20 | Venezuela | 2009 |